# Charles de Foucauld
Charles de Foucauld (Estrasburg, 15 de setembre de 1858 - Tamanrasset, 1 de desembre de 1916) vescomte de Foucauld, després d'haver estat militar i explorador, es va fer sacerdot regular, després d'una experiència de conversió que el va fer tornar a l'Església catòlica. Va morir assassinat al Sàhara algerià. Venerat com a beat, fou reconegut sant, el 15 de maig de 2022, per l'Església catòlica.

## Biografia
Nascut a Estrasburg (Alsàcia) en una família de l'aristocràcia, Charles de Foucauld va quedar orfe a l'edat de sis anys i fou confiat al seu avi matern. El 1876 ingressa a l'escola militar de Saint-Cyr per fer la carrera militar; dos anys després mor l'avi i el jove rep una gran herència, que malbaratà en poc temps. Mal estudiant, tingué una relació amb Marie Cardinal, amb una actriu que l'exèrcit considerava de mala reputació, va ésser traslladat a Algèria el 1880; tot i que no era mal soldat, als vint-i-tres anys va decidir deixar l'exèrcit per explorar el Marroc, país que va recórrer fent-se passar per jueu. Amb Mardochée Abi Serur va estudiar àrab i hebreu. La qualitat del seu treball de recerca li va valer la medalla d'or de la Société geographique de la France el 1885 i un gran reconeixement després de la publicació del llibre Reconnaissance au Maroc (1888).

### Conversió religiosa
De retorn a França el 1886, té una crisi espiritual, decideix conèixer millor la religió catòlica i comença a interessar-s'hi. El 1889 visita Palestina i Natzaret i vol viure des de llavors com la Sagrada Família ho havia fet. El 1890 entra a formar part de l'Orde de la Trapa al monestir de Notre-Dame des Neiges, però als sis mesos la seva recerca d'un ideal més radical de la pobresa, el sacrifici i la penitència, el va portar a anar-se'n a un altre monestir més pobre i auster, també de la Trapa, a Akbes (Síria). Pensa de fundar una congregació religiosa nova i demana la dispensa dels seus vots; el 1896 marxa a Roma a estudiar i l'any següent l'abat general de la Trapa l'allibera dels vots perquè segueixi la seva vocació. Marxa llavors a Natzaret, on treballa com a servent d'un monestir de clarisses; durant tres anys hi viu, visitant la rodalia, fins que decideix d'ordenar-se sacerdot. Mentrestant escriu les seves meditacions, que seran el cor de la seva espiritualitat, incloent la pregària d'abandó. El 1901 torna a França i és ordenat sacerdot al seminari de Vivèrs (Departament de l'Ardecha).

### Estada a Algèria
El 1901 se'n va a Algèria i s'estableix al desert del Sàhara, a la frontera amb el Marroc, vivint en un ermitatge a l' "estil de Natzaret": fent pregària, en silenci, treballant i ajudant els necessitats. Comença a redactar els estatuts dels Germanets del Sagrat Cor de Jesús: el seu objectiu era establir-hi una nova congregació, però ningú no se li va afegir i finalment no va fundar-se. Viu amb els amazics i tuaregs, amb els quals desenvolupa un nou estil de ministeri, amb el desig de no predicar amb paraules sinó amb fets. Per conèixer millor els tuaregs, va estudiar durant més de dotze anys la seva cultura, i publica -sota pseudònim- el primer diccionari tuareg-francès: els treballs de Charles de Foucauld són una referència pel coneixement de la cultura tuareg.
Viatja pel desert i les poblacions algerianes i a Tamanrasset funda una nova ermita. Es va fer popular entre la població musulmana per la seva pietat i caritat i per la defensa que feia dels habitants dels pobles, sovint atacats per bandolers: així, el 1916 va construir al voltant de l'ermita de Tamanrasset, un mur que en feia una fortalesa i que servia per donar protecció als amazics quan eren atacats. Tot i això, l'1 de desembre de 1916, Charles de Foucauld va ser assassinat a la porta de la seva ermita durant un d'aquests atacs.
En tres ocasions va tornar a França, entre 1909 i 1913, per intentar la fundació de la Unió dels Germans i Germanes del Sagrat Cor, ara com a associació de laics dedicada a l'evangelització dels pobles.

## Influència en altres comunitats
Foucauld no aconseguí fundar la congregació que desitjava; quan morí, l'associació laica que havia contribuït a fundar només tenia 49 membres. De mica en mica, la difusió dels seus escrits i la fama que va assolir per la seva radicalitat evangèlica, va fer que la seva figura i obra fossin la inspiració d'altres congregacions i comunitats, fins a dinou famílies de laics, preveres, religiosos, que volen imitar i seguir la seva espiritualitat: entre ells, els Germanets de Jesús i la Fraternitat de les Germanetes de Jesús. Indirectament, també ha inspirat Kiko Argüello, fundador del Camí Neocatecumenal.

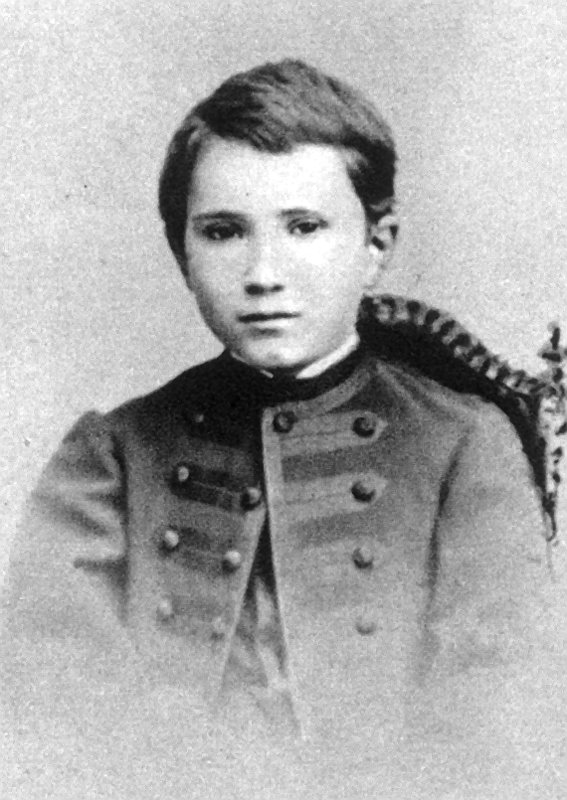
Foucauld als catorze anys
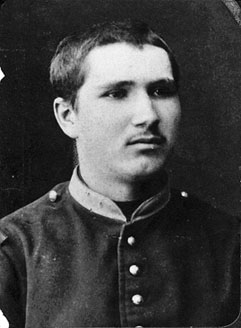
Foucauld com a militar

## Obres

### Obres espirituals i cartes
- Considérations sur les fêtes de l'année, méditations liturgiques (1897-1898).
- Qui peut résister a Dieu? méditations sur l'Écriture sainte, 1896-1898.
- Méditations sur les psaumes (1897-1898)
- En vue de Dieu seul: méditations sur la foi et l'espérance (juny de 1897 - juny de 1898)
- Aux plus petits de mes frères (1897-1898)
- Commentaire de Saint Matthieu (1886-1900)
- La bonté de Dieu (1898)
- L'Imitation du Bien Aimé (1898-1899)
- Petit frère de Jésus (1898 – 1900)
- L'esprit de Jésus: méditations de l'Évangile (1896-1915)
- La dernière place: retraites en Terre Sainte (1897)
- Crier l'Évangile (1898 – 1900)
- Seul avec Dieu: retraites à N.-D. des Neiges et au Sahara.
- Règlements et directoire: textes de fondation
- Carnet de Beni Abbes (1901 – 1905)
- Carnets de Tamanrasset (1905-1916)
- Voyageur dans la nuit (1888-1916)
- Lettres à un ami de lycée: correspondance avec Gabriel Tourdes' (1874-1915)
- Contemplation: textes inédits, suivis de quelques lettres à sa famille. 1969
- Correspondances lyonnaises (1904-1916). 2005
- Correspondances sahariennes: lettres inédites aux Pères Blancs et aux Sœurs Blanches 1901-1916. 1998
- Cette chère dernière place: lettres à mes frères de la Trappe. 1991
- Lettres à Henry de Castries. 1938
- Lettres inédites au général Laperrine, pacificateur du Sahara. 1954
- Lettres à Mme de Bondy: de la Trappe à Tamanrasset. 1966
- Lettres à sa sœur Marie de Blic (1883-1916). 2005.
- L'Evangile présenté aux pauvres nègres du Sahara. 1937
- Le modèle unique. 1935

### Obres científiques
Els estudis de Foucauld sobre la llengua i la cultura amazigh i tuareg, en principi iniciats per a traduir-hi els evangelis, han estat definitius en l'antropologia i la lingüística. Va escriure:
- 1885. Esquisses sahariennes, trois carnets inédits de 1885. Jean Maisonneuve éditeur, 1985. 121 p. Arxivat 2010-02-17 a Wayback Machine.
- 1888. Reconnaissance au Maroc (1883-1884). Éditions géographiques, maritimes et coloniales, 1888. 262 p.
- 1918-1920. Dictionnaire abrégé touareg-français (dialecte de l'Ahaggar). Alger: René Basset; París: Carbonnel. Obra monumental en dos volums, és una mena d'enciclopèdia de la societat tradicional d'Ahaggar.
- 1922. Amb Adophe de Calassanti-Motylinski: Textes touareg en prose (dialecte de l'Ahaggar). Paris, Carbonnel. Volum amb textos etnogràfics que descriu la vida quotidiana de la societat tuareg de l'Ahaggar.
- 1920. Notes pour servir à un essai de grammaire touarègue (dialecte de l'Ahaggar). Alger: René Basset; París: Carbonnel. Completa gramàtica, molt valuosa i exhaustiva, de la llengua.
- Grammaire, dialogues et dictionnaire touaregs. A. de Motylinski par René Basset, revus et complétés par le P. de Foucauld 1908
- 1925-1930. Poésies touarègues (dialecte de l'Ahaggar), Paris: Leroux. Dos volums amb centenars de composicions poètiques amb text tuareg, i traduccions al francès, amb nombroses notes i comentaris.
- 1940. Dictionnaire abrégé touareg-français des noms propres (dialecte de l'Ahaggar). Paris: André Basset, Larose.
- 1951-1952. Dictionnaire touareg-français. Paris: Imprimerie nationale. 4 tomes.

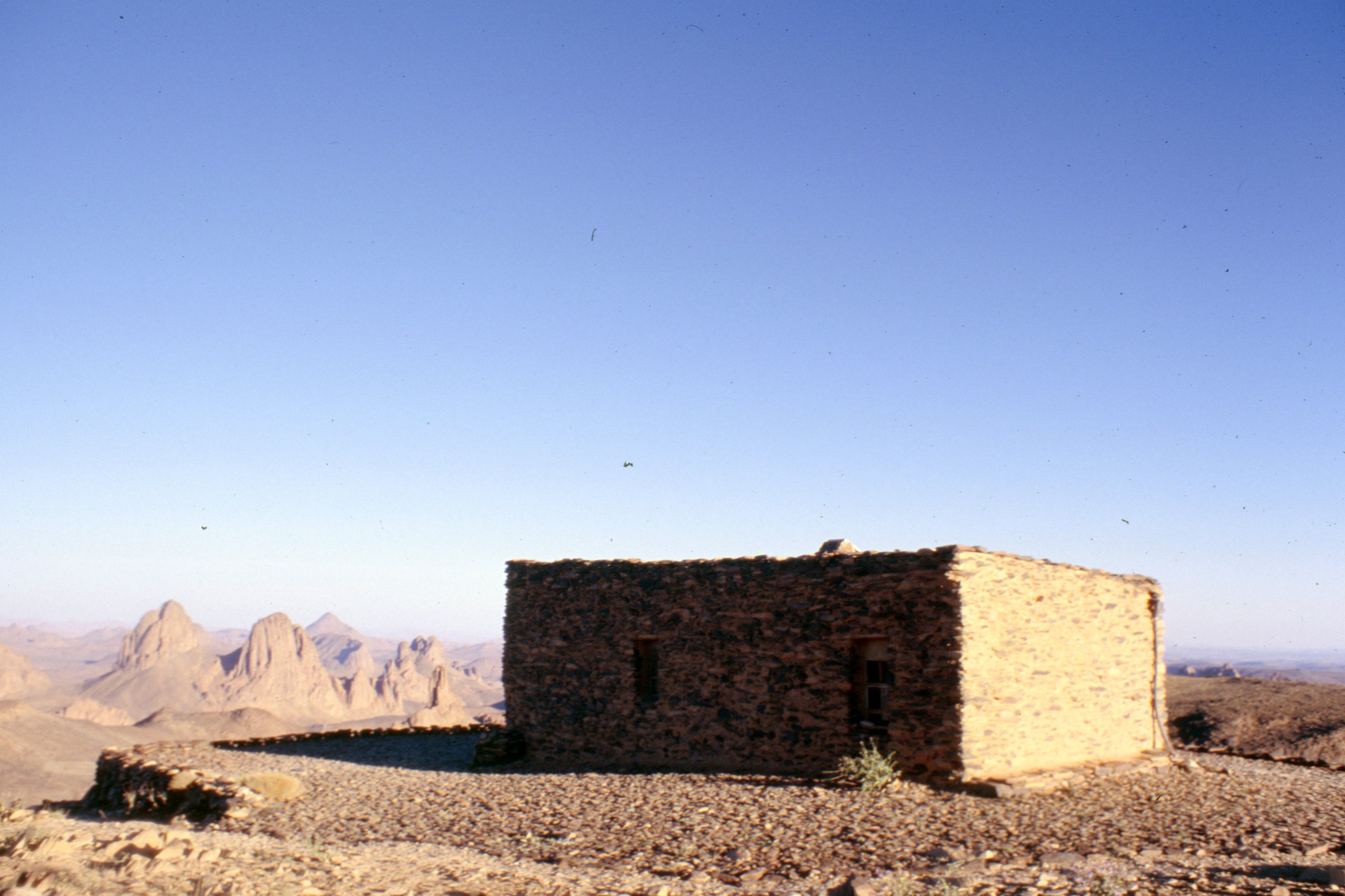
Ermita de Foucauld a Algèria
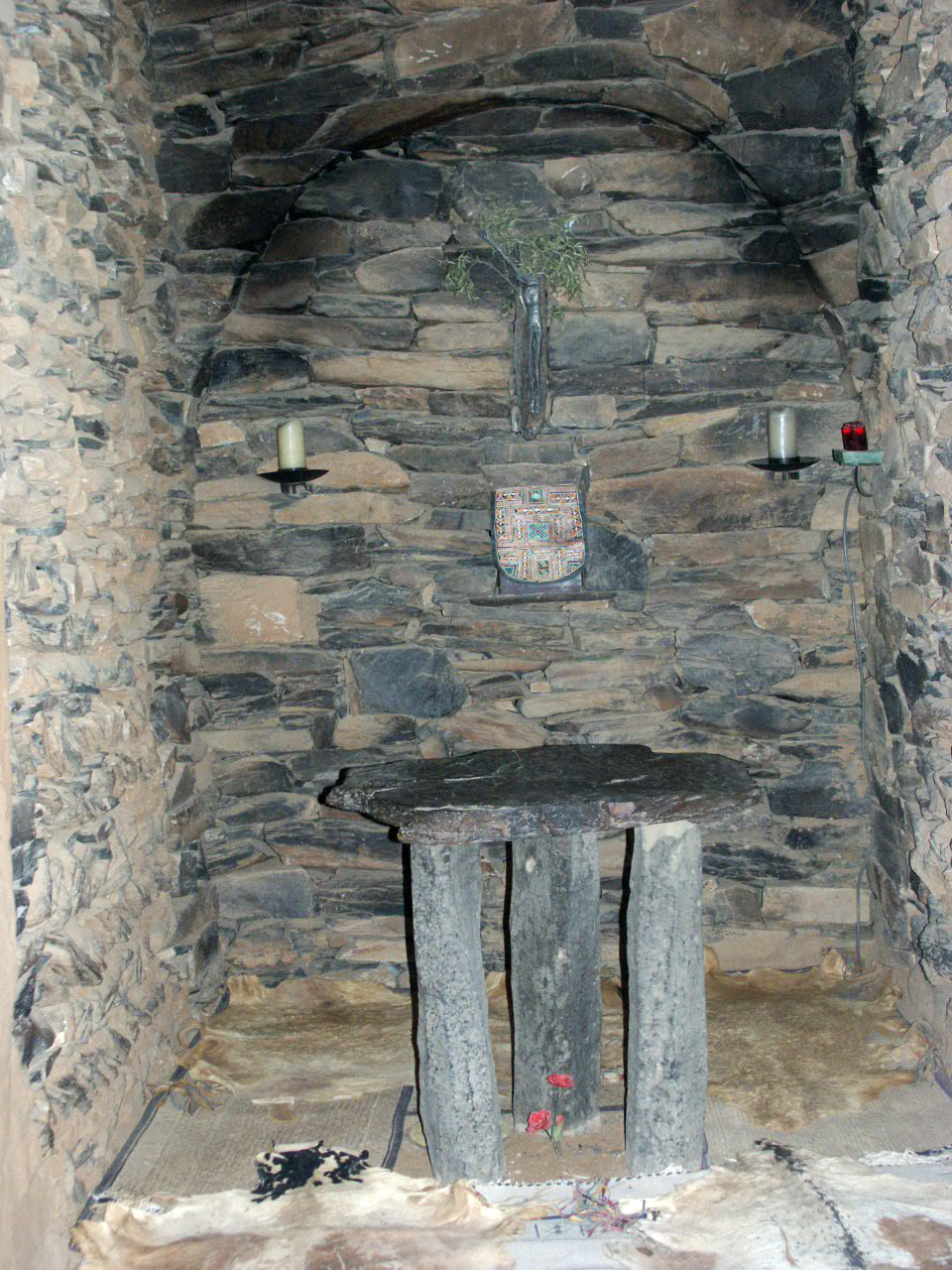
Interior de l'ermita de Foucauld a Hoggam (Algèria)
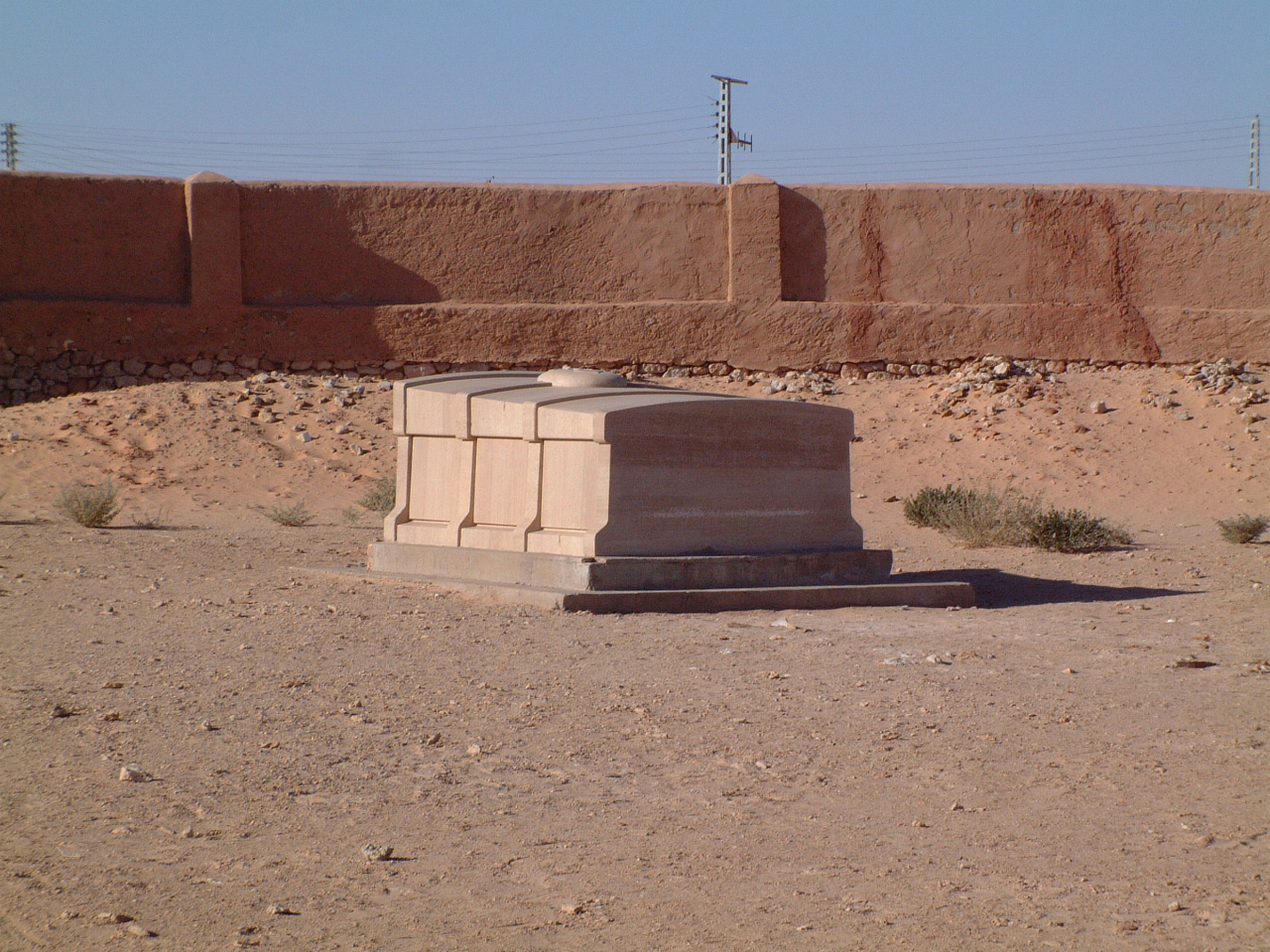
Tomba del beat a El Meniaa

## Veneració
Ben aviat és considerat un sant i es crea una veritable devoció cap a la seva figura. Hi ajuda l'èxit de la biografia de René Bazin (1921), que esdevé un èxit de vendes a l'època.
L'any 1927 va iniciar-se el seu procés de beatificació que va quedar interromput durant la Guerra d'Algèria. Charles de Foucauld va ser declarat venerable (24 abril 2001) per Joan Pau II i nomenat beat (13 novembre 2005) per Benet XVI. Va ser canonitzat (15 de maig 2022) pel Papa Francesc.
En morir, els tuareg el van enterrar al mateix lloc on fou assassinat, al seu ermitatge. El general Laperrine arribà al lloc el 15 de desembre de 1916 i va traslladar el cos uns metres més enllà, per separar-lo dels altres que hi havia sebollit. El 26 d'abril de 1929 fou traslladat a una tomba de la ciutat algeriana El Goléa, avui anomenada El Méniaa.